# فرودگاه آبی داکتر لیک شرقی
فرودگاه آبی داکتر لیک شرقی (به انگلیسی: Doctor's Lake East Water Aerodrome) یک فرودگاه همگانی است که یک باند فرود آب دارد. این فرودگاه در کشور کانادا قرار دارد و در ارتفاع ۳ متری از سطح دریا واقع شده‌است.